# Assiminea mesopotamica
Assiminea mesopotamica е вид коремоного от семейство Assimineidae.

## Разпространение
Видът е ендемичен за бавно течащите води на Шат ал-Араб в Ирак.